# Johann Brückl
Johann Evangelist Brückl (* 26. Juli 1812 in Barbing; † 6. März 1882 in Mintraching) war ein Landwirt, Bierbrauer und Mitglied des Deutschen Reichstags.
Brückl war Mitglied der bayerischen Kammer der Abgeordneten von 1866 bis 1882 für die Wahlbezirke Regensburg und Cham. Von 1874 bis 1881 war er Mitglied des Deutschen Reichstags, wo er den Wahlkreis Oberpfalz 1 (Regensburg) für das Zentrum vertrat.